# Péter Kropkó
Péter Kropkó (* 1. September 1963 in Miskolc) ist ein ehemaliger ungarischer Duathlet und Triathlet.

## Werdegang
Seit 1988 startete Kropkó bei Ironman-Wettbewerben und konnte sich beim ersten Ironman Europe in Roth als bislang erster Ungar für die Weltmeisterschaft in Hawaii (Ironman Hawaii) qualifizieren.

1995 wurde er Vize-Europameister auf der Duathlon Kurzdistanz.
Mit fast 41 Jahren konnte Kropkó im Juli 2004 einen Triathlon über die Langdistanz in Japan für sich entscheiden.
Péter Kropkó konnte fünf Mal einen Ironman über die Langdistanz als Sieger beenden (3,86 km Schwimmen, 180,2 km Radfahren und 42,195 km Laufen). Seit 2015 tritt er nicht mehr international in Erscheinung.
Er lebt mit seiner Frau  in Budapest. Ihre gemeinsamen Kinder Márta (* 2003), Marci sowie die jüngeren Zwillingskinder  sind ebenso im Triathlon aktiv.

## Sportliche Erfolge
| Datum/Jahr    | Rang | Wettbewerb                    | Austragungsort | Zeit     | Bemerkung |
| ------------- | ---- | ----------------------------- | -------------- | -------- | --- |
| 17. Juli 2005 | 9    | Ironman Switzerland           | Zürich         | 08:58:43 | |
| 2005          | 23   | Ironman Hawaii                | Hawaii         | 08:46:41 | |
| 2005          | 2    | Ironman Japan                 | Gotō-Inseln    | 08:51:52 | |
| 2004          | 1    | Ironman Japan                 | Gotō-Inseln    | 08:45:39 | |
| 2003          | 2    | Strongman All Japan Triathlon | Miyakojima     | 07:50:09 | |
| 2003          | 3    | Almere-Triathlon              | Almere         | 08:34:47 | |
| 21. Apr. 2002 | 1    | Strongman All Japan Triathlon | Miyakojima     | 07:51:22 | |
| 5. Aug. 2001  | 1    | Ironman Switzerland           | Zürich         | 08:29:49 | Péter Kropkó wird zum zweiten Mal Sieger in Zürich.                                                                              |
| 15. Apr. 2001 | 1    | Strongman All Japan Triathlon | Miyako-Inseln  | 07:33:43 | Sieger neben Megumi Shigaki bei den Frauen                                                                                       |
| 6. Aug. 2000  | 2    | Ironman Switzerland           | Zürich         | 08:21:05 | |
| 2000          | 7    | Ironman Hawaii                | Hawaii         | 08:39:18 | |
| 2000          | 1    | Strongman All Japan Triathlon | Miyakojima     | 07:40.25 | |
| 1. Aug. 1999  | 1    | Ironman Switzerland           | Zürich         | 08:32:51 | |
| 1999          | 1    | Strongman All Japan Triathlon | Miyakojima     | 07:30:05 | |
| 2. Aug. 1998  | 3    | Ironman Switzerland           | Zürich         | 08:33:14 | |
| 1997          | 1    | Yanmar Ironman Japan          | Lake Biwa      |          | Wenige hundert Meter vor der Ziellinie konnte Péter Kropkó den lange Zeit führenden Amerikaner Michael McCormack noch überholen. |
| 1996          | 7    | Ironman Hawaii                | Hawaii         | 08:34:55 | |
| 30. Juni 1996 | 1    | Yanmar Ironman Japan          | Lake Biwa      | 08:50:50 | |
| 1995          | DNF  | Ironman Hawaii                | Hawaii         | –        | |
| 9. Juli 1995  | 4    | Ironman Europe                | Roth           | 08:29:36 | |
| 10. Juli 1994 | 2    | Ironman Europe                | Roth           | 08:03:35 | zweiter Rang hinter dem Deutschen Jürgen Zäck mit neuer persönlicher Bestzeit auf der Langdistanz                                |
| 10. Juli 1993 | 3    | Ironman Europe                | Roth           |          | |
| 1993          | 15   | Ironman Hawaii                | Hawaii         | 08:37:25 | |
| 1993          | 3    | Ironman New Zealand           | Taupō          | 08:44:52 | |
| 5. Sep. 1992  | 1    | Austria-Triathlon             | Podersdorf     |          | Der Bewerb musste witterungsbedingt als Duathlon ausgetragen werden.                                                             |
| 1991          | 4    | Ironman New Zealand           | Taupō          |          | |
| 13. Juli 1991 | 3    | Ironman Europe                | Roth           |          | |
| 14. Juli 1990 | 2    | Ironman Europe                | Roth           |          | |
| 1988          | 40   | Ironman Hawaii                | Hawaii         |          | |
| 30. Juli 1988 | 5    | Ironman Europe                | Roth           |          | Qualifikation für die Langdistanz-Weltmeisterschaft auf Hawaii                                                                   |

| Datum/Jahr | Rang | Wettbewerb                          | Austragungsort | Zeit | Bemerkung                                               |
| ---------- | ---- | ----------------------------------- | -------------- | ---- | ------------------------------------------------------- |
| 1995       | 2    | ETU Duathlon European Championships | Veszprém       |      | Vize-Europameister hinter dem Schweizer Urs Dellsperger |

DNF – Did Not Finish